# Yudai Iwama
Yudai Iwama (født 21. februar 1986) er en japansk fodboldspiller, som spiller for den japanske fodboldklub Tochigi SC.